# Eugen Székely
Eugen Székely (* 3. August 1894 in Budapest; † 13. November 1962 in Haifa) war ein österreichischer, später israelischer Architekt. Er gilt als einer der profiliertesten und aufgeschlossensten Vertreter des Neuen Bauens in der Zwischenkriegszeit in der Steiermark.

## Leben und Werk
Eugen Székely wurde 1894 in Budapest in eine jüdische Familie geboren. 1898 übersiedelte die Familie nach Graz in die Maygasse 13. Für seine Teilnahme im Ersten Weltkrieg erhielt er die bronzene Verdienstmedaille. Seine Familie gehörte zur Israelitischen Kulturgemeinde, er selbst war Mitglied der zionistisch orientierten, jüdisch-akademischen Verbindung Charitas und der Loge „Graz“ des jüdischen Ordens B’nai B’rith. 1935 emigrierte er nach Haifa/Palästina und lebte dort mit seiner Frau Annelise bis zu seinem Tod am 13. November 1962.
Obwohl Eugen Székely in den 1920er Jahren hohe österreichische Auszeichnungen erhielt, bekam er nie einen Platz im kollektiven Gedächtnis – in der Nachkriegszeit bestand in Graz kein Interesse an der progressiveren Architektur der Zwischenkriegszeit.

### Ausbildung und Auslandserfahrung
Nach der Matura 1912 an der k.k. Staats-Oberrealschule in der Keplerstraße studierte Eugen Székely an der Hochbau-Schule der Grazer Technischen Hochschule und schloss dort 1921 sein Architekturstudium mit der II. Staatsprüfung ab. Nach der konservativen, dem Historismus verschriebenen Ausbildung in Graz wechselte er im Herbst 1921 an die Akademie der Künste in Berlin ins Meisteratelier für Architektur von Hans Poelzig, dem ehemaligen Vorsitzenden des Deutschen Werkbundes und wichtigem Repräsentanten der deutschen Avantgarde. Hier lernte er Harry Rosenthal kennen, mit dem er später in Haifa/Palästina zusammenarbeitete.
Von Ende 1924 bis 1927 arbeitete Székely als Bauleiter bei der Baufirma Tekton Bau A. G. in Athen, die sowohl im Privatbereich als auch bei öffentlichen Gebäuden bzw. im Industriebau tätig war. Hier zeigten Székelys Entwürfe neben einer klassizistisch-monumentalen Formensprache bereits seinen „Internationalen Stil“, eine sachlich-reduzierte, kubische Bauweise. In Griechenland entstanden zahlreiche Landschafts- und Architekturskizzen. Auch an archäologischen Grabungen nahm Székely teil, zahlreiche antike Gebäude wurden von ihm untersucht und dokumentiert.

### Architektur

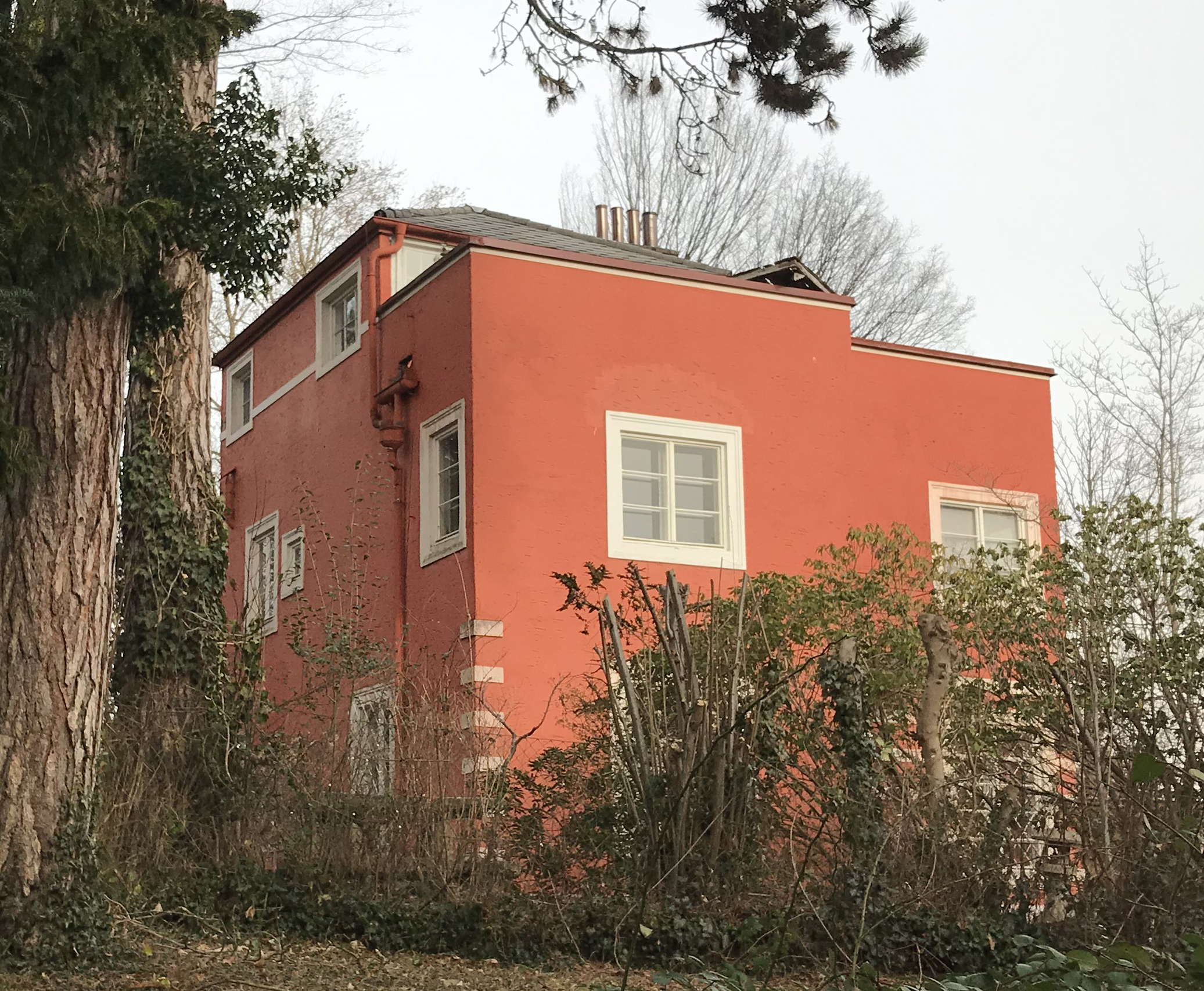
Vom Werkbund als Musterhaus 1928 von verschiedenen Architekten entwickelt

Zurück in Graz, betrieb Székely ab 1927 als selbständiger Architekt ein Büro in der Heinrichstraße 10. In der sozialdemokratischen Zeitung Arbeiterwille, aber auch in Fachzeitschriften erschienen seine theoretischen Architekturüberlegungen. 1928 nahm er neben renommierten Kollegen wie Rudolf Hofer, Hans Hönel, Fritz Haas mit mehreren Entwürfen an der „Steirischen Jubiläumskunstschau“ teil. Als Mitglied der Sezession Graz war er ab jenem Jahr stellvertretender Präsident dieser fortschrittlichen Grazer Künstlervereinigung, aber auch im konservativeren Steiermärkischen Kunstverein Werkbund war er Mitglied. So war er auch 1928 am Werkbund-Musterhaus in der Schubertstraße in Graz mit dem Gästezimmer vertreten.
1927/28 übernahm er den Auftrag der ihm, nicht zuletzt aus der jüdischen Gemeinde Graz, bekannten Familie Zerkowitz zum Bau eines Freibades in der Grillparzerstraße. Im Frühjahr 1928 entstand, ganz als Holzkonstruktion, das Margaretenbad. Ein öffentlicher Bau, das Arbeitsamt Graz 1930, wurde zu seinem Hauptwerk und zählt zu den progressivsten öffentlichen Bauten der Zwischenkriegszeit in Graz. Die Bauleitung dieses in kubisch-klarer Form entworfenen und in Eisenbetonskelettbauweise ausgeführten Gebäudes hatte Herbert Eichholzer inne. Zu Kriegsende durch Bombentreffer zum Großteil zerstört, wurde es durch Wohnbauten ersetzt. 1931 folgte der Umbau einer Villa in Eggenberg zum Kaufmännischen Sanatorium, ebenso ein flach gedeckter Nutzbau. Für die von der Gemeinnützigen Bau- und Wohnungsgenossenschaft für Steiermark beauftragten Stadtrandsiedlung in der Amselgasse plante er 1932/33 zwölf giebelständige Doppelhäuser mit ausgebautem Dachgeschoss. Wie üblich floss in die Planungen auch die gesamte Wohnungseinrichtung inkl. Lampen, Kamine u. a. ein.

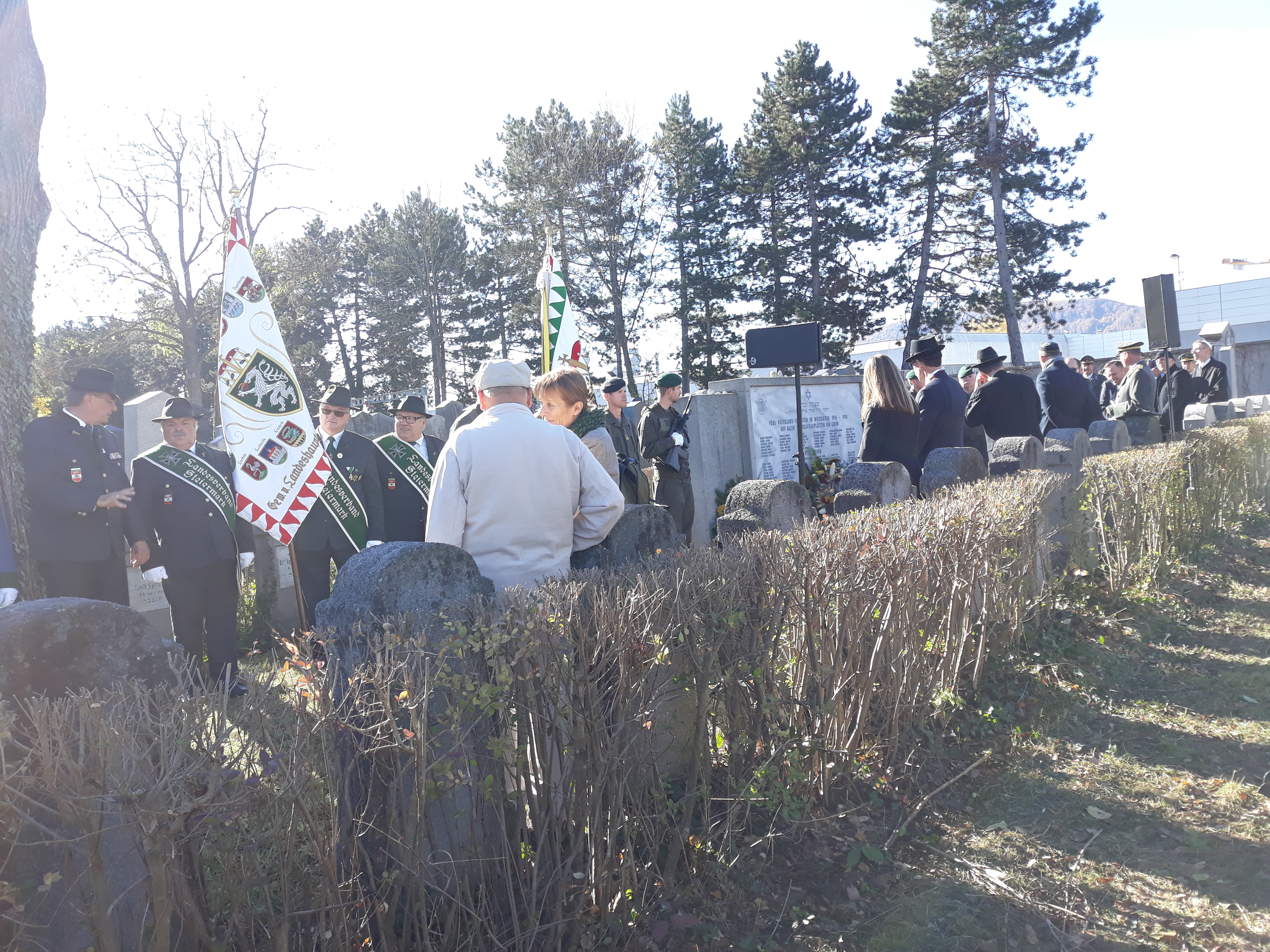
Gedenkfeier 2018 am von Székely geschaffenen Denkmals für die jüdischen Soldaten des Ersten Weltkriegs

In Folge des zunehmenden Antisemitismus entstand 1935 als letzte Arbeit in Graz ein Denkmal des Bundes Jüdischer Frontsoldaten für die Gefallenen des Ersten Weltkrieges am Jüdischen Friedhof Graz-Wetzelsdorf. Danach emigrierte Székely nach Palästina. Anfangs lebte er in dieser wirtschaftlich und politisch angespannten Zeit von kleineren Aufträgen, bis er für den Industriellen Hans Moller dessen Textilfabrik, Verwaltungsgebäude und Wohnhäuser plante und auch umsetzte. Diese Arbeiten finanzierten ihn bis zu seinem Lebensende in Israel.

### Werkliste
- 1920/21: Mitarbeit (Hans Poelzig) am Festspielhaus Salzburg
- 1921/22: Mitarbeit (Hans Poelzig) am Wettbewerbsentwurf für Hochhaus am Bahnhof Friedrichsstraße, Berlin-Mitte
- 1921–23: Entwurf einer Synagoge, Lehmmodell gezeigt 1924 bei der 1. Ausstellung der neu gegründeten Sezession Graz
- 1924–1927: Privatbauten in Athen, ein Krankenhaus, Entwürfe Rathaus Chania, Mühle in Keratsini
- Ab 1927: Teilnahme am Verbauungs- und Regulierungsplan für Graz (Preis für Plan rund um den Jakominiplatz)
- 1928: Margaretenbad Graz
- 1928: Künstlerhaus Graz, Wettbewerbsbeitrag
- 1928: Gästezimmer im Grazer Werkbund-Musterhaus
- 1930: Arbeitsamt Graz
- 1930: Bezirkskrankenversicherung Bratislava, Wettbewerbsentwurf
- 1931: Freibad in Pernegg-Kirchdorf
- 1931–33: Sanatorium Eggenberg, Um- und Zubau
- 1932/33: Siedlungsprojekt mit 23 Zweifamilienhäusern, Amselgasse
- 1935: Denkmal für die gefallenen jüdischen Soldaten des Ersten Weltkriegs am Jüdischen Friedhof Graz
- 1939/1947: Wohnhäuser für Hans Moller, Berg Carmel, Kirjat Ata
- 1940–1960: Textilfirma ATA, Sheddach-Fabrikshallen inkl. Verwaltungsgebäude und Wohnsiedlung für die Beschäftigten in Kirjat Ata, Palästina